# Abdij van Roggenburg

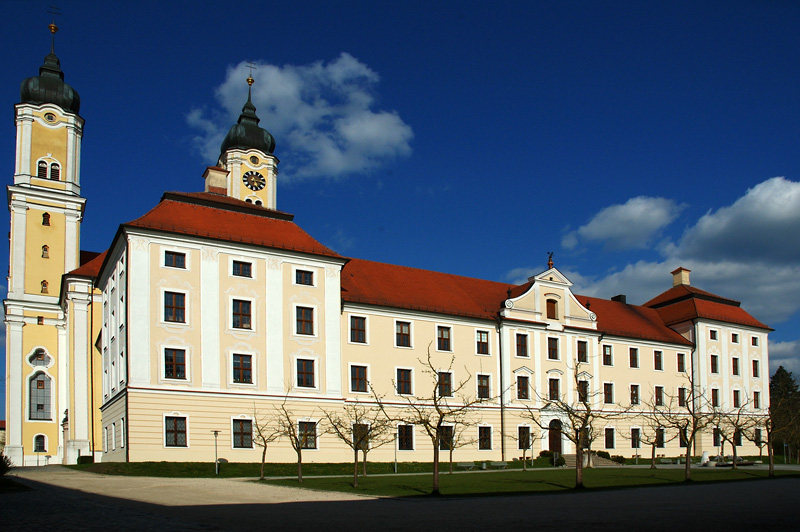
Barokke Konventgebouw

De Abdij van Roggenburg was een tot de Zwabische Kreits behorende abdij binnen het Heilige Roomse Rijk.
In 1126 stichtten de broers Berthold, Koenraad en Siegfried van Bibereck op hun gebied de Premonstratenzerabdij Roggenburg.
Na het uitsterven van de familie Bibereck ging de kloostervoogdij als rijksleen aan de heren van Reisenburg. Deze heren werden als voogd in 1412 opgevolgd door de rijksstad Ulm. Na de reformatie in Ulm nam Oostenrijk in 1548 de voogdij over.
Het klooster was oorspronkelijk een proosdij en werd in 1444 tot abdij verheven. In 1513 werd het halsgerecht verworven binnen het markgraafschap Burgau. In 1544 werd de abdij rijksvrij om vervolgens in 1547 te worden toegelaten tot het College van Zwabische Rijksprelaten in de Rijksdag.
Het oorspronkelijke kloosterbezit bestond uit de dorpen Meßhofen, Breitenthal, Ebershausen, Ingstetten en Schießen. De abdij voert een doelbewuste territoriale politiek, die leidt tot een gesloten territorium.
Paragraaf 2 van de Reichsdeputationshauptschluss van 25 februari 1803 voegde de abdij bij het keurvorstendom Beieren.

## Bezit
Ambten Roggenburg, Breitenthal, Nordholz en Wiesenbach.